# 汀溪水库
汀溪水库是中国福建省厦门市同安区汀溪镇境内的一座水库，位于汀溪上，建于1956年。水库正常库容为3763万立方米，集雨面积为101平方千米，海拔为65.6米。